# Garlenda
Garlenda je italská obec v provincii Savona v oblasti Ligurie.
K 31. prosinci 2012 zde žilo 1 200 obyvatel.

## Sousední obce
Andora, Casanova Lerrone, Stellanello, Villanova d'Albenga

## Vývoj počtu obyvatel
Zdroj